# A Vingança de Frankenstein
The Revenge of Frankenstein (bra/prt: A Vingança de Frankenstein) é uma produção de 1958 do estúdio inglês Hammer Film Productions, sequência do filme The Curse of Frankenstein. Sua história é original, livremente baseada na personagem do Barão Frankenstein, da novela de Mary Shelley, e é essa a abordagem que caracteriza a série Frankenstein da Hammer.

## Sinopse
O Barão Frankenstein (Peter Cushing) escapa de sua condenação na guilhotina, e adota o nome de Victor Stein. Atuando como diretor de uma instituição psiquiátrica, e com o auxílio do Dr. Kleve (Francis Matthews), ele encontra nos pacientes internados o material para a realização de novas pesquisas. Experiências diversas ocorrem, inclusive transplantes de cérebro, que nem sempre são bem sucedidas.